# Dendrochóri (ort i Grekland, Thessalien)
Dendrochóri är en ort i Grekland.   Den ligger i prefekturen Trikala och regionen Thessalien, i den centrala delen av landet, 250 km nordväst om huvudstaden Aten. Dendrochóri ligger 123 meter över havet och antalet invånare är 568.
Terrängen runt Dendrochóri är varierad. Runt Dendrochóri är det ganska tätbefolkat, med 75 invånare per kvadratkilometer. Närmaste större samhälle är Trikala, 11,2 km öster om Dendrochóri. Trakten runt Dendrochóri består till största delen av jordbruksmark.